# Ducetia strelkovi
Ducetia strelkovi är en insektsart som beskrevs av Andrej Vasiljevitj Gorochov och Sergey Storozhenko 1993. Ducetia strelkovi ingår i släktet Ducetia och familjen vårtbitare. Inga underarter finns listade i Catalogue of Life.